# The Ultimate Stuntman
The Ultimate Stuntman est un jeu vidéo d'action développé par Camerica et édité par Codemasters, sorti en 1990 sur NES.

## Accueil
- Video Games : 65 %[1]
- AllGame : 4/5[2]